# Mazariegos
Mazariegos è un comune spagnolo di 270 abitanti situato nella comunità autonoma di Castiglia e León.